# Vía Las Palmas
Vía Las Palmas es la denominación de la autovía que une a Concón y la Variante Agua Santa junto a la Autopista del Pacífico, en la Región de Valparaíso, Chile. Corresponde al tramo comúnmente llamado Vía Las Palmas, que posee 26 kilómetros de extensión. Es una de las principales arterias viales del Gran Valparaíso, ya que transita el transporte pesado, ya que es una circunvalación y no entra a las ciudades.
La Vía las Palmas fue inaugurada en junio de 1996. Fue, en su momento, la obra de mayor envergadura que se ejecutaba en Chile con recursos del Ministerio de Obras Públicas.
La Autovía tiene tres puentes, uno de ellos construido a 35 m de altura, sobre el estero Marga Marga y dos túneles. También destaca el Túnel Jardín Botánico Nacional bajo el Parque homónimo. Recorre la Variante Agua Santa, entre la Ruta Santiago-Valparaíso y Variante Rodelillo-El Salto, entre el Sector Rodelillo de la Variante Agua Santa y El Salto, comienzo de la Autopista Troncal Sur.

## Autovía Las Palmas

### Sectores en Autovía
- Variante Agua Santa 2 km de doble calzada.
- Variante Rodelillo·El Salto 8 km de doble calzada.
- El Salto·Villa Dulce 2 km de doble calzada.
- Viña del Mar Túneles Jardín Botánico Oriente y Poniente
- Villa Dulce·Torquemada 10 km de doble calzada
- Torquemada·Concón 4 km de calzada simple

### Enlaces
- Ruta F-30E Concón-Papudo
- kilómetro 12 Viña del Mar en Sectores Villa Dulce, El Olivar y Miraflores
- kilómetro 10 Autopista Troncal Sur·Quilpué·Viña del Mar en Sectores El Salto, Chorrillos, Forestal y Agua Santa
- kilómetro 2 Carretera Agua Santa·Viña del Mar en Sectores Rodelillo, Nueva Aurora, Cerro Placeres y Agua Santa
- kilómetro 0 Agua Santa·Valparaíso·Santiago de Chile
- Autopista del Pacífico

## Errores de cálculo
Lamentablemente el mal diseño de la ruta que posee demasiadas curvas, un túnel con error de cálculo que incluye una curva no planificada en su acceso sur y enlaces mal diseñados e improvisaciones posteriores, hacen que en esta ruta sean muy habituales accidentes de diversa gravedad, numerosas son las víctimas que ha cobrado este peligroso camino.
- Datos: Q5800052